# Universitas Riau
Universitas Riau – indonezyjska uczelnia publiczna w mieście Pekanbaru (prowincja Riau). Została założona w 1962 roku.

## Wydziały
- Fakultas Ilmu Keperawatan
- Fakultas Ilmu Sosial dan Ilmu Politik
- Fakultas Kedokteran
- Fakultas Keguruan dan Ilmu Pendidikan
- Fakultas Perikanan dan Ilmu Kelautan
- Fakultas Pertanian
- Fakultas Teknik
- Fakultas Ekonomi dan Bisnis
- Fakultas Matematika dan Ilmu Pengetahuan Alam
- Fakultas Hukum

Źródło: .